# Доротея Шлезвіг-Гольштейн-Зондербург-Бекська
Доротея Шлезвіг-Гольштейн-Зондербург-Бекська (дан. Dorothea af Slesvig-Holsten-Sønderborg-Beck, 24 листопада 1685 — 25 грудня 1761) — принцеса Шлезвіг-Гольштейну з династії Ольденбургів, донька титулярного герцога Шлезвіг-Гольштейн-Зондербург-Бекського Фредеріка Людвіга та принцеси Аугустенбурзької Луїзи Шарлотти, дружина маркграфа Бранденбург-Байройт-Кульмбаху Георга Фрідріха Карла (у 1709—1724 роках). 
Була розлучена з чоловіком через звинувачення у подружній невірності. У 1716—1734 роках перебувала в ув'язненні. Згодом, офіційно оголошена мертвою, мешкала у Швеції під псевдонімом Доротея фон Цайдевіц (нім. Dorothea von Zeidewitz).

## Біографія
Доротея народилась 24 листопада 1685 року в Аугустенбурзі. Була первістком в родині принца Шлезвіг-Гольштейну Фредеріка Людвіга та його дружини Луїзи Шарлотти Аугустенбурзької, з'явившись на світ за одинадцять місяців після їхнього весілля. Мала десятеро молодших братів і сестер, з яких вижили Фредерік Вільгельм, Карл Людвіг, Філіп Вільгельм, Луїза Альбертіна, Петер Август, Софія Генрієтта та Шарлотта.
Від 1693 року сімейство мешкало в Кенігсберзі, де з 1701-го батько був губернатором.
У віці 23 років Доротея стала дружиною 20-річного Георга Фрідріха Карла, маркграфа Бранденбург-Байройт-Кульмбаху. Весілля пройшло 17 квітня 1709 у Берліні. Подружжя оселилося у Веферлінгені. У них народилося п'ятеро дітей.

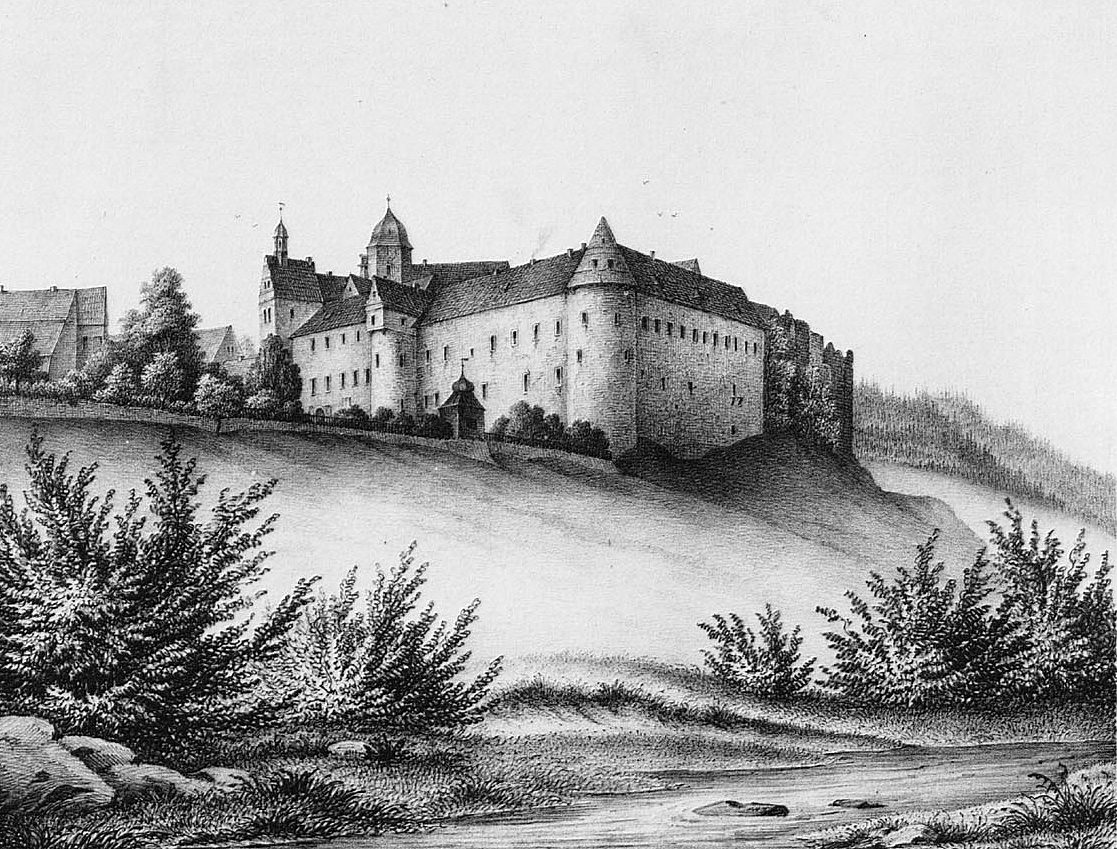
Фортеця Лауенштайн

Шлюб виявився нещасливим. 3 грудня 1716 року було проголошено про подружню невірність Доротеї, після чого вона була ув'язнена у фортеці Ансбах у Вюльцбурзі. Згодом її перевезли до Альтендорфу під Бамбергом і, зрештою — до фортеці Лауенштайн в Альтенберзі, що знаходився у східній частині Рудних гір. Діти виховувалися бабусею. Розлучення із чоловіком було оформлене у 1724 році, однак жінку це не звільнило.
Лише у 1734 році гофмейстер фон Бремер вивіз, офіційно оголошену мертвою, Доротею до Швеції, з умовою, що вона залишиться там назавжди. Під псевдонімом Доротея фон Цайдевіц принцеса мешкала в Інгельсторпі, спочатку у подружжя Бремерів, а після смерті гофмейстера — у його вдови.
У 1751 році шведський граф Нільс Юліус фон Левенхаупрт, обер-гофмейстер байройтського двору, перевіз Доротею до свого маєтку Стефльо під Кальмаром, ймовірно, за вказівкою або за згодою її сина, маркграфа Фрідріха III. Її щорічний апанаж був підвищений до тисячі гульденів. Втім, Фрідріх точно дотримувався жорстким вказівкам батьківського заповіту 1735 року, згідно якого його мати ніколи не мала ступити на Байройтську землю.
Доротея померла на Різдво 1761 року в Стефльо. Похована в кірсі Обі неподалік Кальмару.

## Родина
Чоловік — Георг Фрідріх Карл, маркграф Бранденбург-Байройт-Кульмбаський
Діти:
- Софія Крістіана (1710—1739) — дружина 3-го нязя Турн-унд-Таксіс Александра Фердинанда, мала п'ятеро дітей;
- Фрідріх (1711—1763) — маркграф Бранденбург-Байройту у 1735—1763 роках, був двічі одруженим, мав єдину доньку від першого шлюбу;
- Вільгельм Ернст (1712—1733) — одруженим не був, дітей не мав;
- Софія Шарлотта (1713—1747) — дружина герцога Саксен-Веймару та Саксен-Ейзенаху Ернста Августа I, мала четверо дітей;
- Софія Вільгельміна (1714—1749) — дружина князя Східної Фрісландії Карла Эдцарда, мала єдину доньку, що померла в ранньому віці.